# Антополь (Парчівський повіт)
Антополь (пол. Antopol) — село в Польщі, у гміні Подедвуже Парчівського повіту Люблінського воєводства. Населення — 117 осіб (2011).

## Історія
За даними етнографічної експедиції 1869—1870 років під керівництвом Павла Чубинського, у селі переважно проживали римо-католики, меншою мірою — греко-католики, які розмовляли українською мовою.
У 1975—1998 роках село належало до Білопідляського воєводства.

## Демографія
Демографічна структура станом на 31 березня 2011 року:
|          | Загалом | Допрацездатний вік | Працездатний вік | Постпрацездатний вік |
| -------- | ------- | ------------------ | ---------------- | -------------------- |
| Чоловіки | 61      | 12                 | 39               | 10                   |
| Жінки    | 56      | 14                 | 25               | 17                   |
| Разом    | 117     | 26                 | 64               | 27                   |